# Verschwörungstheorien mit schönen Melodien
Verschwörungstheorien mit schönen Melodien ist ein Musikalbum des Hamburger Rappers Samy Deluxe, wobei er unter seinem bürgerlichen Namen Herr Sorge auftritt. Es erschien am 14. Dezember 2012 über das Label Universal Music Group als Standard- und Deluxe-Edition.

## Inhalt
Verschwörungstheorien mit schönen Melodien unterscheidet sich von den regulären Samy-Deluxe-Studioalbum dadurch, dass der Rapper hier mehr auf Gesang und Auto-Tune setzt, wodurch das Album mehr in Richtung Popmusik geht.

## Produktion
Die Lieder des Albums wurden u. a. von Samy Deluxe selbst sowie den Musikproduzenten Vito und Jan van der Toorn produziert.

## Covergestaltung
Das Albumcover zeigt Samy Deluxe, der seinen Blick nach oben richtet. Er trägt einen blauen Zylinder und seine Augen sind schwarz geschminkt. Oben im Bild befindet sich der weiße Schriftzug Herr Sorge, während rechts unten nochmal die Schriftzüge Herr Sorge und ~ Verschwörungstheorien mit schönen Melodien ;•( weiß auf schwarz stehen.

## Gastbeiträge
Auf fünf Liedern des Albums sind neben Samy Deluxe andere Künstler vertreten. So ist die Sängerin Cassandra Steen an den Songs Du & ich sowie Verschwörungstheorien mit schönen Melodien beteiligt, während der deutsche Rapper Marsimoto auf Feiern gehen (das Leben is so schön) zu hören ist. Frustsong ist eine Kollaboration mit dem deutschen Sänger Flo Mega, und auf Punkt (die Welt ist gefickt) arbeitet Samy Deluxe mit dem deutschen Rapper Megaloh zusammen.

## Titelliste
| #  | Titel                                      | Gastmusiker     | Länge |
| -- | ------------------------------------------ | --------------- | ----- |
| 1  | Fröhliche Weltuntergangsmusik              |                 | 3:52  |
| 2  | Diesassda                                  |                 | 4:52  |
| 3  | Zukunft vorbye – Gedicht                   |                 | 1:05  |
| 4  | Zukunft vorbye                             |                 | 3:14  |
| 5  | Mobilee                                    |                 | 2:36  |
| 6  | Herz gebrochen (Scherben)                  |                 | 3:30  |
| 7  | Lebenlang                                  |                 | 4:21  |
| 8  | Los ziehen – Gedicht                       |                 | 0:32  |
| 9  | Finderlohn                                 |                 | 3:17  |
| 10 | Frustsong                                  | Flo Mega        | 3:55  |
| 11 | Feiern gehen (das Leben is so schön)       | Marsimoto       | 4:49  |
| 12 | Idiokratie – Gedicht                       |                 | 0:48  |
| 13 | Idiokratie                                 |                 | 2:35  |
| 14 | Amnesie International                      |                 | 3:05  |
| 15 | Du & ich                                   | Cassandra Steen | 3:18  |
| 16 | Punkt (die Welt ist gefickt)               | Megaloh         | 3:36  |
| 17 | Nachtmusik                                 |                 | 4:27  |
| 18 | Verschwörungstheorien mit schönen Melodien | Cassandra Steen | 1:33  |
| 19 | Finale (wundervolle Welt)                  |                 | 4:48  |

Bonus-CD der Deluxe-Edition:
| # | Titel                   | Gastmusiker | Länge |
| - | ----------------------- | ----------- | ----- |
| 1 | Töte den Boten          |             | 3:16  |
| 2 | Tränen eines Clowns     |             | 3:06  |
| 3 | Tränen im Regen         |             | 3:19  |
| 4 | Die Geschichte über ich |             | 3:18  |
| 5 | Nur ein Mensch          |             | 4:52  |
| 6 | Weit weg                |             | 2:44  |

## Chartplatzierungen und Singles
Verschwörungstheorien mit schönen Melodien stieg am 28. Dezember 2012 auf Platz 43 in die deutschen Albumcharts ein, belegte in der folgenden Woche Rang 79 und verließ die Top 100 anschließend. In Österreich und der Schweiz konnte es sich nicht in den Charts platzieren.
Als Singles wurden die Lieder Zukunft vorbye und Finderlohn ausgekoppelt. Zudem erschienen Musikvideos zu den Songs Fröhliche Weltuntergangsmusik, Amnesie International, Du & ich sowie Herz gebrochen (Scherben).

## Rezeption
| Professionelle Bewertungen | Professionelle Bewertungen |
| -------------------------- | -------------------------- |
| Kritiken                   |                            |
| Quelle                     | Bewertung                  |
| laut.de                    | [ 4 ]                      |

Lisa Wörner von laut.de bewertete das Album mit drei von möglichen fünf Punkten. Samy Deluxe überzeuge „mit humoristischem und lyrischem Können“, allerdings sei die Soundästhetik „recht experimentell“ und zum Teil „mit überdrehten Elektrospielereien“ überfrachtet. Außerdem würden die „schönen Melodien der Produktionen sowie die Texte“ im „Autotune auf Albumlänge“ allzu oft untergehen. Dagegen werden die Gastbeiträge von Marsimoto, Flo Mega und Megaloh gelobt.